# 薛偉成
薛偉成法官，SC（1953年—），希臘裔，生於澳洲，香港永久性居民及澳洲公民，現任香港高等法院上訴法庭法官，律政司前刑事檢控專員。

## 簡歷
薛偉成於1975年及1978年在澳大利亞維多利亞州蒙纳士大学分別考獲心理學學士學位及法律學士學位。2009年在香港大學考獲法學碩士（人權）學位。1978年在澳洲維多利亞省最高法院獲大律師及律師資格，1983年在澳洲高等法院註冊為大律師及律師，1989年任職於新南威爾斯州反貪污檢控部門，及1991年在澳洲新南威爾斯最高法院取得大律師資格。
1992年，薛偉成移居香港及加入律政署擔任檢控官，1993年獲晉升為高級檢察官，1999年晉升為副首席政府律師，2008年晉升為首席政府律師，2001年考獲香港大律師資格，2003年5月在香港取得資深大律師資格，曾經參與法律各範疇的檢控和上訴事務。2011年3月，薛偉成獲委任為律政司刑事檢控專員至2013年9月9日。2013年9月至2018年7月任高等法院原訟法庭法官。2018年7月起任高等法院上訴法庭法官。

## 軼事
由於資歷關係，薛偉成擅長於處理與貪污有關的案件，並且傾向親身上庭，包括2012年新地風暴等，他亦曾表示希望於刑事檢控專員任內就是否檢控前香港行政長官曾蔭權下決定，惟最終未有達成。

## 榮譽

### 殊勳
- 官守太平紳士（J.P.）（2012年6月30日－）[5]